# Електронний посібник
Електро́нний посі́бник (акр.ЕП) — це навчальне видання, що містить систематизований виклад навчальної дисципліни або її частини, що відповідає державному стандарту і навчальній програмі і офіційно затверджене як даний вид видання. Він частково заміняє або доповнює підручник і офіційно затверджене як даний вид видання.
Текст електронного підручника представлений в електронній формі і забезпечений розгалуженою системою зв'язків, що дозволяє миттєво переходити від одного його фрагмента до іншого відповідно до деякої ієрархії фрагментів.
Закон України «Про освіту» визначає: «електронний підручник (посібник) — електронне навчальне видання із систематизованим викладом навчального матеріалу, що відповідає освітній програмі, містить цифрові об'єкти різних форматів та забезпечує інтерактивну взаємодію»

## Види електронного підручника
- для відкритого доступу через глобальну комп'ютерну мережу Internet;
- для використання в процесі аудиторного навчання (для локальної мережі).

## Сучасна типологія
1. Статичний ЕП (конвекційне електронне навчальне видання). Принцип створення: трансформація традиційного (паперового) підручника в електронний формат. Функціональні особливості: статичний — створений у форматі PDF, DJVU тощо; цілком відповідає паперовому аналогу, детермінованому ЕП; можливість друку у повному обсязі та розташування ЕП на навчальній платформі, але без доступу до окремих фрагментів.
2. ЕП з елементами мультимедійності (комбіноване електронне навчальне видання). Принцип створення:трансформація традиційного (паперового) підручника в електронний формат. Функціональні особливості: статичний — створений у форматі HTML, HTM тощо; має елементи мультимедійності; цілком відповідає паперовому аналогу, детермінованому ЕП; наявність мультимедійних елементів (гіпертекст, гіперпосилання); лінійна навігація керування; можливість друку окремих статичних фрагментів і розташування ЕП на навчальній платформі, але без доступу до окремих фрагментів.
3. Мультимедійний ЕП (детерміноване самостійне електронне навчальне видання). Принцип створення: комплекс логічно пов'язаних структурованих дидактичних одиниць, представлених у цифровому вигляді. Функціональні особливості: можливість розташування ЕП на навчальній платформі з метою повного або часткового його використання; покрокова навігація керування ЕП; оснащений мультимедійними елементами (анімація, симуляція, звук тощо); можливість друку як окремих елементів, так і у повному обсязі;
4. Інтерактивний ЕП (детерміноване самостійне електронне навчальне видання). Принцип створення: інтеграція в одному програмному продукті різноманітних видів даних (текст, ілюстрації, анімація, таблиці, аудіо та відеозображення, симуляція тощо). Функціональні особливості: можливість розташування ЕП на навчальній платформі з метою повного або часткового його використання; наявність покрокової навігації та блоку контролю і самоконтролю; реалізація інтерактивних вправ; використання ЕП на різних пристроях; можливість розташування ЕП на навчальному порталі або у соціальній мережі з метою повного або часткового його використання; можливість друку окремих фрагментів ЕП.
5. Інтелектуальний ЕП (універсальне самостійне навчальне видання). Принцип створення: комплекс загальнокористувацьких інструментів, за допомогою яких учитель може створити контент уроків, з можливістю підстанови, заміни чи трансформації навчального матеріалу. Функціональні особливості: можливості розташування ЕП на навчальній платформі з метою повного або часткового його використання; модифікації наявної версії, будови та лінійності контенту, розширення контенту; розташування та адміністрування ЕП на навчальному порталі або в соціальній мережі з метою повного або часткового його використання; друку окремих фрагментів ЕП; наявність покрокової навігації та блоку контролю і самоконтролю; реалізація інтерактивних вправ; використання ЕП на різних пристроях.